# Faro Punta Medanosa
El Faro Punta Medanosa es un faro  no habitado de la Armada  Argentina que se encuentra en la ubicación 48°06′08.3″S 65°54′59.2″O / -48.102306, -65.916444, en el extremo de la punta homónima, patagónica Provincia de Santa Cruz, Argentina. Se encuentra en un sector alto de costa, rodeado por islotes peligrosos, lo que motivó la ubicación del faro para auxilio de las embarcaciones. 
Se trata de una estructura cuadrangular de hormigón armado, que tiene una torres prismática con barandilla y una plataforma superior donde se ubica la linterna. Toda la estructura tiene una altura de 12 m y se encuentra sobre rocas, totalizando una altura de 29 metros sobre el nivel del mar, lo que le confiere un alcance óptico de 10 millas náuticas.
La construcción comenzó en septiembre de 1949, finalizando en diciembre del mismo año. Entró en funciones el día 6 de diciembre de 1949. En un principio funcionaba provisto por gas acetileno, pero a partir del año 2000 su alimentación es cambiada, instalando un sistema eléctrico calimentado mediante energía solar fotovoltaica.

## Galería de fotos

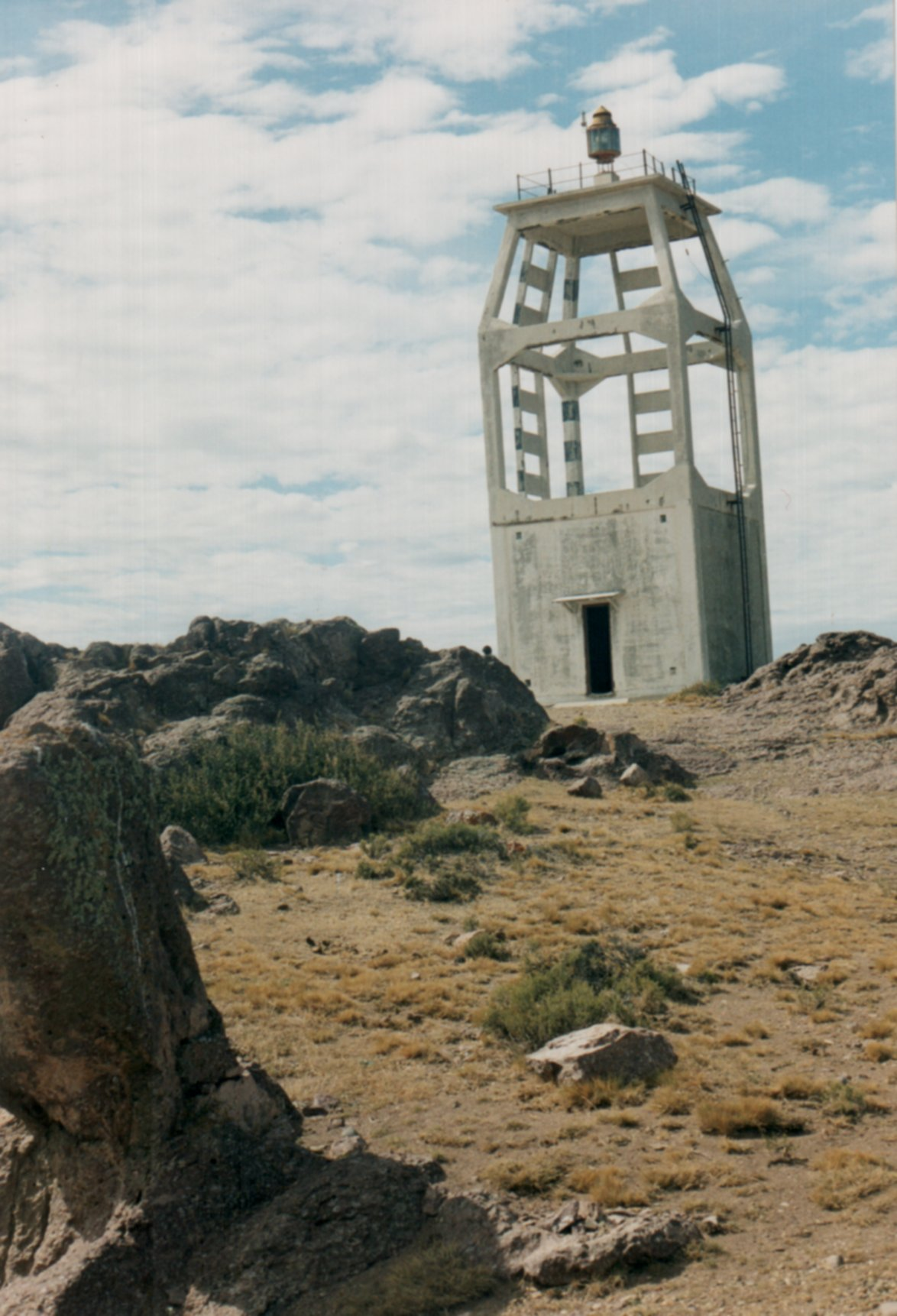
Vista del Faro de Punta Medanosa desde el norte (foto tomada en enero de 1999).
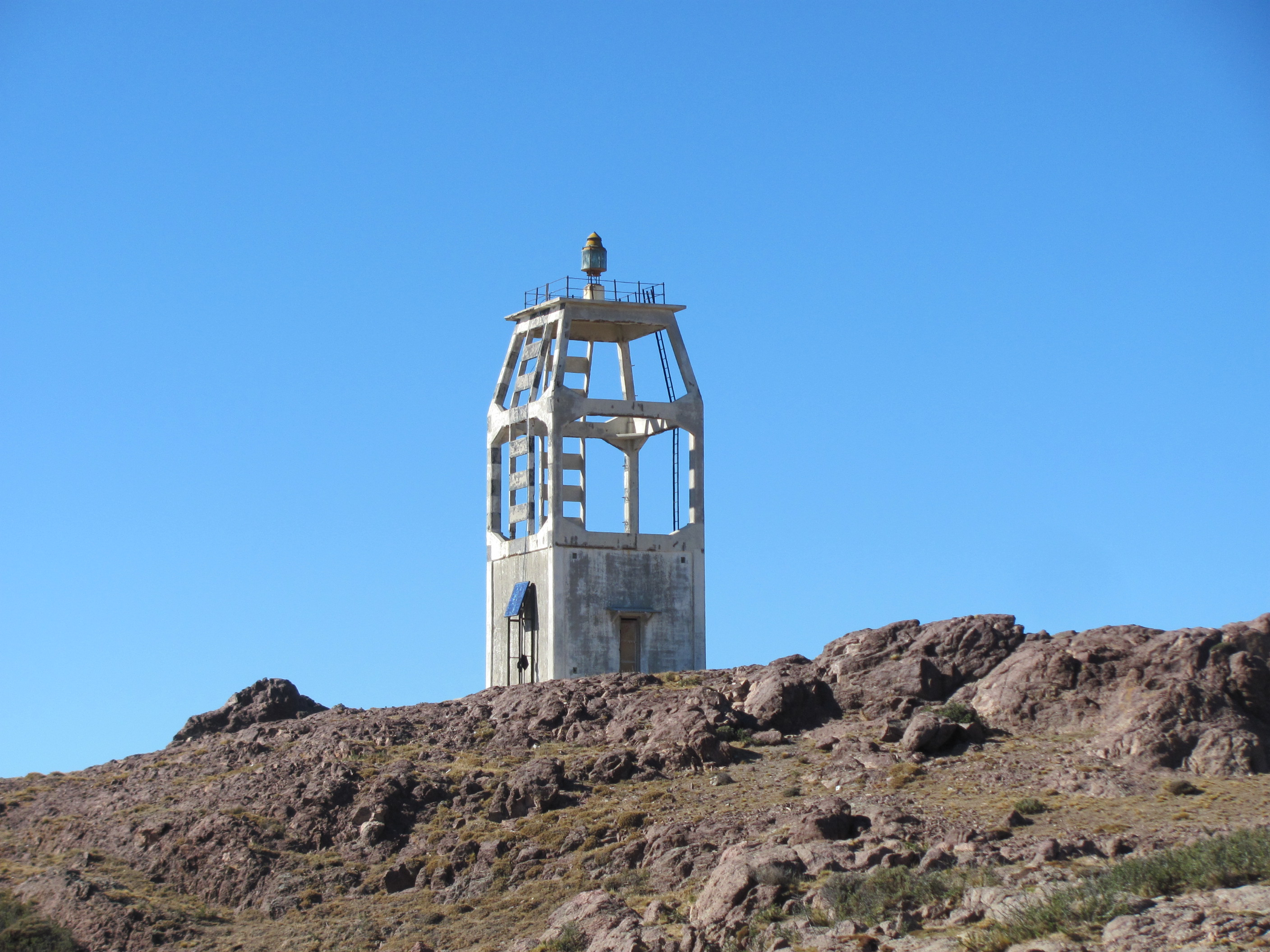
Vista del Faro de Punta Medanosa desde el noroeste. Se observa el panel solar.
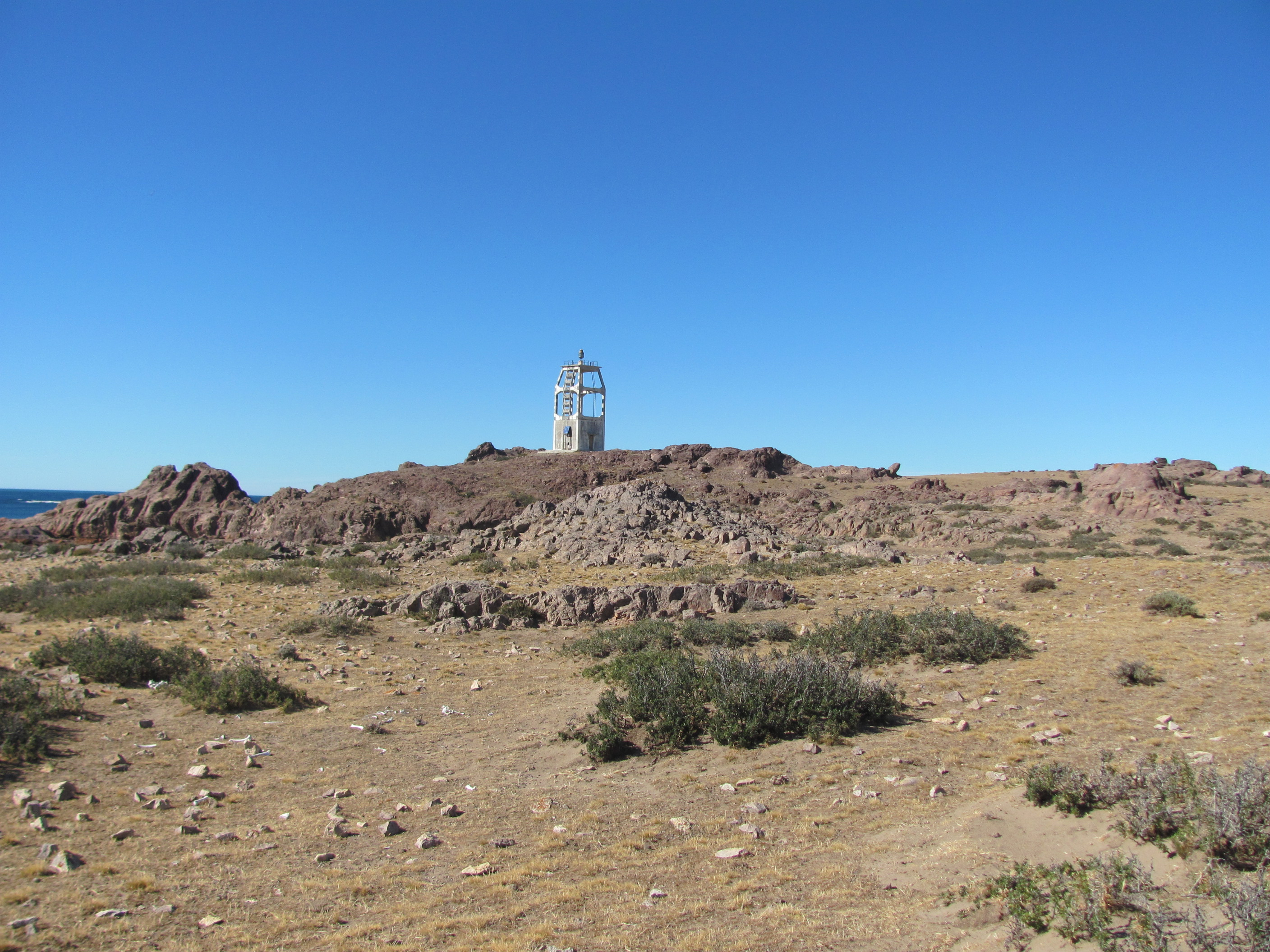
Vista desde lejos del Faro de Punta Medanosa desde el oeste.
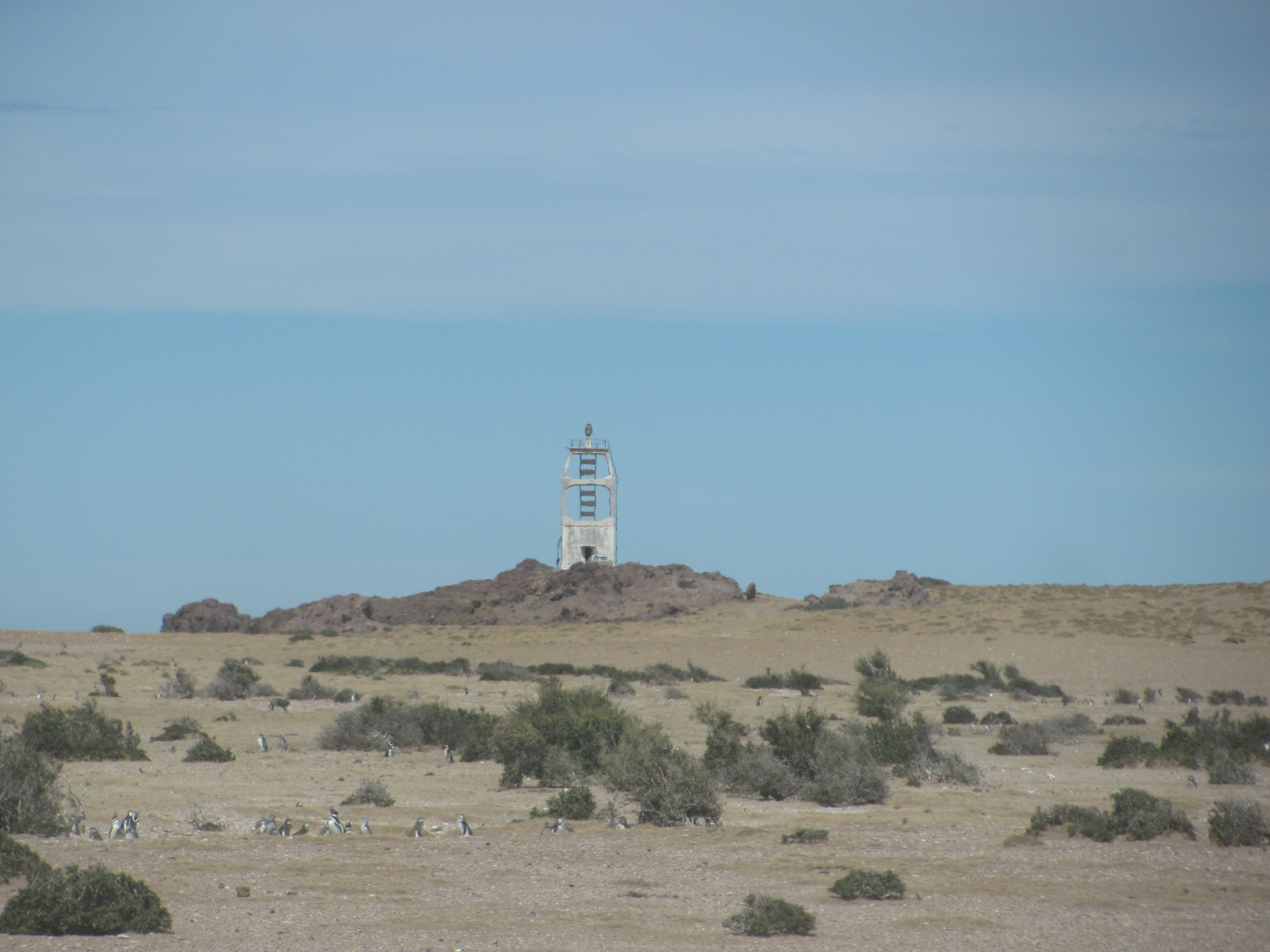
Vista desde lejos del Faro de Punta Medanosa. En primer plano se ve la pingüinera.

- Datos: Q5856276
- Multimedia: Faro Punta Medanosa / Q5856276